# Oeralan Elista
FK Oeralan Elista is een Russische voetbalclub uit Elista, Kalmukkië.
De club werd in 1958 opgericht en kwam in de Sovjetperiode vanaf 1966 voornamelijk op het derde niveau te spelen. Vanaf medio jaren 1990 ging de president van Kalmukkië, Kirsan Iljoemzjinov die tevens voorzitter was van de Fédération Internationale des Échecs (FIDE), zich met de club bemoeien omdat de regio Kalmukkië een profvoetbalclub moest krijgen die zich bij voorkeur op het hoogste niveau profileerde. Met miljoeneninvesteringen van de regionale overheid werden bekende spelers aangetrokken die gehuisvest werden in Chess City, de schaakfacileiten van Elista. In 1997 werd Oeralan kampioen in de Eerste divisie. In de Premjer-Liga was in 1998 een zevende plaats direct het beste resultaat voor de club. In 2000 degradeerde Oeralan maar wist in 2001 na een tweede plaats weer te promoveren. In 2003 degradeerde de club opnieuw. Iljoemzjinov was zijn interesse in het voetbal ondertussen verloren en richtte zich geheel op schaken. Hierdoor kwam Oeralan in financiële problemen en degradeerde in 2004 naar de Tweede divisie. In 2005 nam de club niet meer deel aan de competitie en ging failliet. 
Vanuit de jeugdopleiding werd een doorstart gemaakt en in 2006 werd als FC Elista op het derde niveau gespeeld. In 2014 werd de club heropgericht als Oeralan Elista maar stopte na twee seizoenen op het vierde niveau in 2015 weer. In 2021 werd de club andermaal heropgericht en speelt Oeralan op het vierde niveau. 